# Stare Grodzkie
Stare Grodzkie – wieś w Polsce położona w województwie podlaskim, w powiecie wysokomazowieckim, w gminie Kulesze Kościelne.
Zaścianek szlachecki Stare należący do okolicy zaściankowej Grodzkie położony był w drugiej połowie XVII wieku w powiecie brańskim ziemi bielskiej województwa podlaskiego. W latach 1975–1998 miejscowość administracyjnie należała do województwa łomżyńskiego.
Wierni kościoła rzymskokatolickiego należą do parafii św. Bartłomieja Apostoła w Kuleszach Kościelnych.

## Historia
Grodzkie Stare, Grodzkie Nowe i Grodzkie Szczepanowięta otrzymały nazwę od niedalekiego grodu, jaki istniał nad rzeczką Rokitnicą, w pobliżu wsi Wnory.
Pierwotną osadę zwaną Mieczsług, wzmiankowaną jeszcze w roku 1475, założyli rycerze herbu Rola. Być może nazwa ta była starsza, lecz trudno to stwierdzić. Rycerze ci posługiwali się przydomkiem Grodzki (Wojciech Grodzki z Mieczsługa) i z czasem wieś zmieniła nazwę na Grodzkie. W 1493 r. wzmiankowany Alberto haerede de Grodzkie jako jeden z fundatorów parafii w Kuleszach Rokitnicy.
Na pospolite ruszenie w roku 1528 Seło Grockich, liczące 20 rycerzy, wystawiło na wojnę 5 konnych jeźdźców.
W 1569 r. w Bielsku, przysięgę na wierność królowi złożyło ponad 20 Grodzkich: Marcin, Sebastyan, Mikołaj i Aleksy, synowie Stanisława, Jan i Bartłomiej, synowie Macieja, Jan, Kalikst, Stanisław, Jakób i Józef, synowie Mikołaja, Stanisław, Jan, Mikołaj i Jakób, synowie Alberta, Mateusz, syn Trojana, Jan i Zygmunt, synowie Andrzeja, Walenty, syn Michała, Erazm, syn Pawła, Maciej, syn Piotra, Brykciusz, syn Łukasza, Grzegorz, syn Jana, Marcin, syn Aleksego, Eliasz, Jakób i Jan, synowie Stefana i Wincenty, syn Abrahama.
W 1580 r. w osadzie w sumie 39 włók ziemi. Spis podatkowy wymienia Walentego, syna Michała Grodzkiego posiadającego 15 włók oraz młyn. Notowano tu również drugi młyn Jana, syna Stanisława Korabczika.
Według herbarza Bonieckiego w latach 1585-1598 dziedziczyli na Grodzkiem: Maciej, syn Piotra, Walenty, syn Michała, Jan, syn Macieja, Stanisław i Bartłomiej, synowie Andrzeja, Maciej i Michał, synowie Stanisława, Wojciech, Michał, Walenty i Grzegorz, synowie także Stanisława, Stanisław, syn Bartłomieja, Samuel, Ezechiel, Abraham, Jan i Paweł, synowie Pawła, Stanisław i Zbożny, synowie Mikołaja, Wincenty, Wilhelm i Stanisław, synowie Abrahama.
W XVII w. wieś podzielona na trzy części. W 1775 roku według Zygmunta Glogera mieszkało w nich 75 gospodarzy. W XVIII wieku tę miejscowość zwano również jako Grodzkie Kulesze.
W roku 1827 Grodzkie Stare liczyły 25 domów i 142 mieszkańców.
Pod koniec XIX w. Słownik geograficzny Królestwa Polskiego i innych krajów słowiańskich informuje, że miejscowość leży w powiecie mazowieckim, gmina Chojany parafia Kulesze. W 1891 r. w Grodzkich Starych 28 drobnoszlacheckich gospodarstw, średnie o powierzchni 6,1 ha. W 1921 roku wieś liczyła 32 domy i 196 mieszkańców, w tym jedna osoba podała wiarę prawosławną.
Z końcem września 1934 roku w Grodzkich zostało założone Koło Młodzieży Ludowej. Rozwijało ono intensywną działalność, która objawiała się w licznych zebraniach oraz w rozpoczętych działaniach pracy: przysposobienia rolniczego, wychowania fizycznego i obywatelskiego oraz sztuki teatralnej.

## Obiekty zabytkowe
- dwa krzyże przydrożne, żeliwne, obydwa z 1899 r.[12]
- dom drewniany z około 1918 r. (według stanu z 1985 r.)[10]